# Шахар Перкісс
Шахар Перкісс (нар. 14 жовтня 1962) — колишній ізраїльський тенісист.
Найвищу одиночну позицію світового рейтингу — 53 місце досяг 5 березня 1985, парну — 54 місце — 11 листопада 1985 року.
Здобув 1 парний титул.
Найвищим досягненням на турнірах Великого шолома було 3 коло в одиночному розряді.

## Фінали
| Легенда            |
| Великий Шлем       |
| Tennis Masters Cup |
| Серія Мастерс ATP  |
| Тур ATP            |

### Одиночний розряд (1 поразка)
| Результат | W-L | Дата     | Турнір             | Покриття | Суперник        | Рахунок  |
| --------- | --- | -------- | ------------------ | -------- | --------------- | -------- |
| Поразка   | 0–1 | Вер 1984 | Тель-Авів, Ізраїль | Тверде   | Аарон Крікстейн | 4–6, 1–6 |

### Парний розряд (1 перемога)
| Результат | W-L | Дата     | Турнір             | Покриття | Партнер    | Суперники                    | Рахунок  |
| --------- | --- | -------- | ------------------ | -------- | ---------- | ---------------------------- | -------- |
| Перемога  | 1–0 | Жов 1987 | Тель-Авів, Ізраїль | Тверде   | Гілад Блюм | Гюб ван Букел Вольфганг Попп | 6–2, 6–4 |